# Primorske Alpe
 Ovo je glavno značenje pojma Primorske Alpe. Za druga značenja pogledajte Primorske Alpe (razdvojba).
Primorske Alpe (fr. Alpes maritimes; tal. Alpi Marittime), planinski lanac koji se pruža uz granicu Francuske i Italije, najjužniji ogranak Alpa. Oronim se datira još u rimsko razdoblje kada je postojala provincija Alpes Maritimae, dok je danas po njoj imenovan departman Alpes-Maritimes. Najviši vrh Primorskih Alpa je Argentera (3841 m) u talijanskom Pijemontu, dok postoji još sedam vrhova iznad 3000 m.

## Poveznice
- Alpe